# Aÿ-Champagne
Aÿ-Champagne é uma comuna francesa na região administrativa do Grande Leste, no departamento de Marne. Estende-se por uma área de 31.94 km², e possui 5.451 habitantes, segundo o censo de 2018, com uma densidade de 170 hab/km².
Foi criada, em 1 de janeiro de 2016, a partir da fusão das antigas comunas de Ay, Mareuil-sur-Ay e Bisseuil.